# Cevovodni transport
Cevovodni transport je daljinski transport tečnosti ili gasa kroz sistem cevi – cevovod – obično do tržišne oblasti za potrošnju. Najnoviji podaci iz 2014. godine daju ukupno nešto manje od 2.175.000 mi (3.500.000 km) gasovoda u 120 zemalja sveta. Sjedinjene Države imale su 65%, Rusija 8%, a Kanada 3%, tako da je 75% cevovoda bilo u ove tri zemlje.
Nalazi svetske ankete časopisa Pipeline and Gas Journal pokazuju da je planirano i u izgradnji 118,623 mi (190,905 km) cevovoda. Od toga, 88,976 mi (143,193 km) predstavlja projekte u fazi planiranja i projektovanja; 29,647 mi (47,712 km) odražava cevovode u različitim fazama izgradnje. Tečnost i gasovi se transportuju cevovodima, i bilo koja hemijski stabilna supstanca se može poslati cevovodom. Cevovodi postoje za transport sirove i rafinirane nafte, goriva - kao što su nafta, prirodni gas i biogoriva - i drugih fluida, uključujući kanalizaciju, mulj, vodu, pivo, toplu vodu ili paru na kraće udaljenosti. Cevovodi su korisni za prenos vode za piće ili navodnjavanje na dugim udaljenostima kada se treba kretati po brdima ili kada su kanali loš izbor zbog isparavanja, zagađenja ili uticaja na životnu sredinu. 
Naftni cevovodi su napravljeni od čeličnih ili plastičnih cevi koje se obično ukopavaju. Nafta se kroz cevovode premešta pomoću pumpnih stanica duž cevovoda. Prirodni gas (i slična gasovita goriva) su pod pritiskom pretvorena u tečnosti poznate pod nazivom tečni prirodni gas. Cevovodi za prirodni gas izgrađeni su od ugljeničnog čelika. Vodonični cevovodni transport je transportovanje vodonika kroz cevi. Cevovodi sa transport zapaljivih ili eksplozivnih materija, poput prirodnog gasa ili nafte, predstavljaju posebnu brigu o bezbednosti i dolazilo je do raznih nesreća. Cevovodi mogu biti meta krađe, vandalizma, sabotaža ili čak terorističkih napada. U ratu su naftovodi često meta vojnih napada.

## Nafta i prirodni gas
Neizvesno je kada je izgrađen prvi naftovod za sirovu naftu. Zasluge za razvoj cevovodnog transporta su predmet debata, pri čemu su protivrečne tvrdnje Vladimira Šuhova i kompanije Branobel krajem 19. veka, i Udruženja za transport nafte, koje je prvo izgradilo cevovod od kovanog gvožđa veličine 2 in (51 mm) preko rastojanja od 6 mi (9,7 km) od naftnog polja u Pensilvaniji do železničke stanice u Ojl Kriku, tokom 1860-ih. Cevovodi su generalno najekonomičniji način transporta velikih količina nafte, rafiniranih naftnih proizvoda ili prirodnog gasa preko zemlje. Na primer, 2014. godine cevovodni transport sirove nafte koštao je oko $5 po barelu, dok je železnički prevoz koštao oko $10 do $15 po barelu. Transport drumskim cisternama ima još veće troškove zbog dodatne radne snage; zapošljavanje na dovršenim cevovodima predstavlja samo „1% zaposlenih u industriji drumskog prevoza.”
U Sjedinjenim Državama 70% sirove nafte i naftnih derivata isporučuje se cevovodom (23% brodom, 4% kamionima, i 3% železnicom). U Kanadi se za prirodni gas i naftne derivate, 97% isporučuje cevovodom.
Prirodni gas (i slična gasovita goriva) se pod relativno malim pritiskom pretvaraju u tečnosti poznate pod nazivom tečni prirodni gas (engl. Natural Gas Liquids – NGL). Mala postrojenja za preradu NGL-a mogu se nalaziti u naftnim poljima, tako da se butanska i propanska tečnost pod malim pritiskom 125 psi (860 kPa) mogu isporučiti železnicom, kamionom ili cevovodom. Propan se može koristiti kao gorivo u naftnim poljima za zagrevanje različitih objekata koje koriste naftne bušilice ili oprema, i za kamione koji se koriste na naftnom polju. Propan se može pretvoriti iz gasa u tečnost pod laganim pritiskom, oko 100 psi u zavisnosti od temperature, a na maloprodajnim stanicama se pumpa u automobile i teretna vozila pri manje od 125 psi (860 kPa). Cevovodi i železnička kola koriste približno dvostruki pritisak da bi pumpali na 250 psi (1.700 kPa).
Udaljenost za isporuku propana do tržišta mnogo je kraća, jer hiljade postrojenja za preradu prirodnog gasa nalaze se u naftnim poljima ili u njihovoj blizini. Mnoge naftne kompanije bakenskih formacija u severnoj Dakoti, Montani, Manitobi i Saskačevanu razdvajaju NGL u polju, omogućavajući bušiocama da prodaju propan direktno malim veletrgovcima, eliminišući kontrolu proizvoda i cena za propan i butan velikih rafinerija.
Najnoviji veliki gasovod koji je počeo sa radom u Severnoj Americi je Transkanada gasovod koji ide na sever preko mostova u regionu Nijagare. Ovaj gasovod prenosi gas iz škriljaca Marselas iz Pensilvanije i drugih vezanih u izvorima metana ili prirodnog gasa u kanadsku provinciju Ontario. Počeo je sa radom u jesen 2012. godine, snabdevajući 16 odsto celokupnog prirodnog gasa koji se koristi u Ontariju.
Ovaj novi prirodni gas koji isporučuje SAD zamenjuje prirodni gas koji se ranije isporučivao u Ontario iz zapadne Kanade u Alberti i Manitobi, čime su smanjene vladino regulisane naknade za transport gasa zbog znatno kraće udaljenosti od izvora gasa do potrošača. Da bi izbegli kašnjenja i regulaciju američke vlade, mnogi mali, srednji i veliki proizvođači nafte u Severnoj Dakoti odlučili su da vode naftovod severno do Kanade kako bi se sastali sa kanadskim naftovodom koji isporučuje naftu sa zapada na istok. Ovo omogućava proizvođačima nafte Baken basena i Tri foksa da dobiju više ugovorene cene za svoju naftu, jer neće biti ograničeni na samo jedno veleprodajno tržište u SAD. Udaljenost od najveće naftne mrlje u Severnoj Dakoti, u Vilistonu, Severna Dakota, je samo oko 85 milja ili 137 kilometara do granice između Kanade i SAD i Manitobe. Zajednički fondovi i zajednička ulaganja najveći su investitori u nove naftovode i gasovode. U jesen 2012. SAD su počele da izvoze propan u Evropu, poznat kao LPG, pošto su tamo veleprodajne cene mnogo više nego u Severnoj Americi. Pored toga, trenutno se gradi cevovod od Severne Dakote do Ilinoisa, opšte poznat kao Pristupni cevovod Dakote.
Kako se gradi sve više severnoameričkih gasovoda, još više se izvozi LNG, propana, butana i drugih proizvoda prirodnog gasa na sve tri američke obale. Da bi se stekao uvid, proizvodnja nafte u regionu Severne Dakote Baken porasla je za 600% od 2007. do 2015. godine. Naftne kompanije iz Severne Dakote isporučuju ogromne količine nafte cisternama, jer mogu da usmere naftu na tržište koje daje najbolju cenu, a železnički vagoni se mogu koristiti da se izbegne zagušeni naftovod kako bi se nafta dovela do drugog naftovoda u kako bi se nafta brže plasirala na tržište, ili u drugu manje prometnu rafineriju nafte. Međutim, cevovodi obezbeđuju jeftinije sredstvo za transport po zapremini.
Enbridž u Kanadi je aplicirao za preokret naftovoda koji ide od istoka ka zapadu (Linija 9), za njegovo proširenje i upotrebu za otpremu zapadnokanadske bitumenske nafte na istok. Sa tadašnjeg ocenjenog cevovoda od 250.000 barela dnevno, on je proširen na između 1,0 i 1,3 miliona barela dnevno. Planirano je da donosi zapadnu naftu u rafinerije u Ontariju, Mičigenu, Ohaju, Pensilvaniji, Kvebeku i Njujorku do početka 2014. Nju Bransvik takođe prerađuje deo ove zapadnokanadske sirove nafte i izvozi nešto sirove i rafinisane nafte u Evropu iz svoje dubokovodne naftne ULCC utovarne luke.
Iako se naftovodi mogu graditi pod morem, taj proces je ekonomski i tehnički zahtevan, te se najveći deo nafte prekomorski transportuje tankerima. Slično tome, često je ekonomski isplativije transportovati prirodni gas u obliku LNG-a, međutim tačka rentabilnosti između LNG-a i cevovoda zavisi od zapremine prirodnog gasa i udaljenosti koju prevaljuje.

### Rast tržišta
Veličina tržišta za izgradnju naftovoda i gasovoda doživela je ogroman rast pre ekonomskog pada 2008. Nakon pada u 2009, potražnja za proširenjem i ažuriranjem gasovoda je porasla sledeće godine kako je rasla proizvodnja energije. Do 2012. godine, skoro 32.000 milja (51.500 km) severnoameričkog gasovoda je bilo planirano ili u izgradnji. Kada su cevovodi ograničeni, dodatne opcije transporta proizvoda cevovodom mogu uključivati upotrebu sredstava za smanjenje otpora, ili transport proizvoda kamionom ili železnicom.

### Izgradnja i rad
Naftovodi su napravljeni od čeličnih ili plastičnih cevi sa unutrašnjim prečnikom obično od 4 do 48 in (100 do 1.220 mm). Većina cevovoda je obično zakopana na dubini od oko 3 do 6 stopa (0,91 do 1,83 m). Za zaštitu cevi od udara, abrazije i korozije koriste se različite metode. To može uključivati drvene lamele (drvene letvice), betonski premaz, štit od kamenja, polietilen visoke gustine, uvezeni pesak, žrtvene katode i mašine za punjenje.
Sirova nafta sadrži različite količine parafinskog voska i u hladnijim klimatskim uslovima može doći do nakupljanja voska unutar cevovoda. Često se ovi cevovodi pregledaju i čiste korišćenjem strugača, prakse korišćenja uređaja poznatih kao „svinje” za obavljanje različitih operacija održavanja na cevovodu. Uređaji su poznati i kao „grebači” ili „Go-đavoli”. „Pametne svinje“ (poznate i kao „inteligentne“ svinje) se koriste za otkrivanje anomalija u cevima kao što su udubljenja, gubitak metala uzrokovan korozijom, pucanjem ili drugim mehaničkim oštećenjem. Ovi uređaji se pokreću sa stanica za lansiranje svinja i putuju kroz cevovod da bi bili primljeni na bilo kojoj drugoj stanici nizvodno, bilo da čiste naslage voska i materijala koji su se možda nakupili unutar linije ili pregledaju i snimaju stanje linije.
Za prirodni gas, cevovodi su napravljeni od ugljeničnog čelika i variraju u veličini od 2 do 60 in (51 do 1.524 mm) u prečniku, u zavisnosti od tipa cevovoda. Gas je stavlja pod pritisak u kompresorskim stanicama i bez mirisa je osim ako se ne pomeša sa merkaptanskim odorantom, gde to zahteva regulatorno telo.

## Amonijak
Glavni cevovod za amonijak je ukrajinska linija Transamijak koja povezuje postrojenje ToglijatiAzot u Rusiji sa izvoznom crnomorskom lukom Odesa.

## Alkoholna goriva
Cevovodi su korišćeni za transport etanola u Brazilu, i postoji nekoliko projekata cevovoda za etanol u Brazilu i Sjedinjenim Državama. Glavni problemi u vezi sa transportom etanola cevovodom su njegova korozivna priroda i tendencija da apsorbuje vodu i nečistoće u cevovodima, što nije problem sa naftom i prirodnim gasom. Nedovoljne zapremine i isplativost su drugi faktori koji ograničavaju izgradnju cevovoda za etanol.
U SAD se minimalne količine etanola transportuju cevovodima. Većina etanola se isporučuje železnicom, a glavne alternative su kamion i barža. Isporuka etanola cevovodom je najpoželjnija opcija, ali afinitet etanola prema vodi i svojstvima rastvarača zahteva upotrebu namenskog cevovoda ili značajno čišćenje postojećih cevovoda.

## Ugalj i ruda
Cevovodi za mulj se ponekad koriste za transport uglja ili rude iz rudnika. Materijal koji se transportuje se tesno meša sa vodom pre nego što se unese u cevovod; na drugom kraju, materijal se mora osušiti. Jedan primer je cevovod od 525 km (326 milja) koji je planiran da transportuje rudu gvožđa iz rudnika Minas-Rio (koji proizvodi 26,5 miliona tona godišnje) do Asu luke u Brazilu. Postojeći primer je 85 km (53 mi) dug cevovod Savidž reke na Tasmaniji, Australija, verovatno prvi na svetu kada je izgrađen 1967. Uključuje raspon mosta od 366 m (1.201 ft) na 167 m (548 ft) iznad reka Savage.

## Vodonik
Cevovodni transport vodonika je transport vodonika kroz cev kao deo vodonične infrastrukture. Cevovodni transport vodonika se koristi za povezivanje tačke proizvodnje vodonika ili isporuke vodonika sa tačkom potražnje, sa troškovima transporta sličnim CNG-u, tehnologija je dokazana. Većina vodonika se proizvodi na mestu potražnje na svakih 50 do 100 mi (160 km) od industrijskog proizvodnog objekta. Gasovod za vodonik iz 1938. Rajna-Rur dužine 240 km (150 mi) je još uvek u funkciji. Prema podacima iz 2004. godine, postoji 900 mi (1.400 km) cevovoda vodonika niskog pritiska u SAD i 930 mi (1.500 km) u Evropi.

## Voda
Pre dva milenijuma, stari Rimljani su koristili velike akvadukte za transport vode sa viših visina gradeći akvadukte u stepenastim segmentima koji su omogućavali gravitaciji da potiskuje vodu dok ne stigne na svoje odredište. Na stotine takvih objekata je izgrađeno širom Evrope i drugde, a zajedno sa mlinovima za brašno smatrani su životnom linijom Rimskog carstva. Drevni Kinezi su takođe koristili kanale i sisteme cevi za javne radove. Čuveni dvorski evnuh iz dinastije Han Džang Rang (um. 189. godine) jednom je naredio inženjeru Bi Lanu da napravi seriju lančanih pumpi sa kvadratnim paletama izvan glavnog grada Luojanga. Ove lančane pumpe su opsluživale carske palate i stambene prostore glavnog grada, dok je voda koju su podizale lančane pumpe dovođena sistemom cevi od kamena.
Cevovodi su korisni za transport vode za piće ili navodnjavanje na velike udaljenosti kada treba da se kreće preko brda, ili tamo gde su kanali loš izbor zbog isparavanja, zagađenja ili uticaja na životnu sredinu.
Goldfildsova šema vodosnabdevanja sistema dužine 530 km (330 mi) u Zapadnoj Australiji koji koristi cev od 750 mm (30 inča) i završen je 1903. godine. To je bio najveći sistem vodosnabdevanja svog vremena.
Primeri značajnih cevovoda za vodu u Južnoj Australiji su cevovod Morgan-Vajala (završen 1944. godine) i cevovod Manum-Adelejd (kompletiran 1955. godine), oba deo veće šeme Snežnih planina.
Postoje dva akvadukta u Los Anđelesu, Kalifornija, akvadukt u dolini Ovens (završen 1913) i Drugi akvadukt u Los Anđelesu (završen 1970) koji takođe uključuju široku upotrebu cevovoda.
Velika veštačka reka u Libiji snabdeva 3.680.000 m3 (4.810.000 cu yd) vode svakog dana Tripoliju, Bengaziju, Sirtu i nekoliko drugih gradova u Libiji. Cevovod je dugačak preko 2.800 km (1.700 mi) i povezan je sa bunarima koji ispuštaju vodonosni sloj preko 500 m (1.600 ft) pod zemljom.

## Drugi sistemi

### Daljinsko grejanje
Sistemi daljinskog grejanja ili sistemi telegrejanja sastoje se od mreže izolovanih dovodnih i povratnih cevi koje prenose zagrejanu vodu, toplu vodu pod pritiskom ili ponekad paru do potrošača. Dok je para najtoplija i može se koristiti u industrijskim procesima zbog svoje više temperature, manje je efikasna za proizvodnju i transport zbog većih gubitaka toplote. Ulja za prenos toplote se uglavnom ne koriste iz ekonomskih i ekoloških razloga. Tipičan godišnji gubitak toplotne energije kroz distribuciju je oko 10%, kao što se vidi u norveškoj mreži daljinskog grejanja.
Cevovodi daljinskog grejanja se obično postavljaju podzemno, sa nekim izuzecima. Unutar sistema može se instalirati skladište toplote kako bi se izjednačili zahtevi za vršno opterećenje. Toplota se prenosi u centralno grejanje stanova preko izmenjivača toplote na toplotnim podstanicama, bez mešanja fluida u bilo kom sistemu.

### Pivo
Barovi u Veltins-Areni, velikom fudbalskom igralištu u Gelzenkirhenu u Nemačkoj, međusobno su povezani cevovodom za pivo dužine 5 km (3,1 mi). U gradu Randers u Danskoj radio je takozvani cevovod Tor pivo. Prvobitno su bakarne cevi išle direktno iz pivare, ali kada se pivara iselila iz grada tokom 1990-ih, Tor pivo ju je zamenio ogromnim rezervoarom.
U Brižu u Belgiji u septembru 2016. godine završen je cevovod za pivo od tri kilometra kako bi se smanjio saobraćaj kamiona na gradskim ulicama.

### Slanica
Selo Halštat u Austriji, koje je poznato po svojoj dugoj istoriji iskopavanja soli, tvrdi da sadrži „najstariji industrijski cevovod na svetu“, koji datira iz 1595. godine. Izgrađen je od 13.000 izdubljenih stabala za transport slane vode 40 km (25 mi) od Halštata do Ebensia.

### Mleko
Između 1978. i 1994. godine, cevovod za mleko dužine 15 km vodio je između holandskog ostrva Ameland i Holverda na kopnu, od čega je 8 km bilo ispod Vadenskog mora. Svakog dana 30.000 litara mleka proizvedenog na ostrvu transportovano je na preradu na kopno. Godine 1994. cevovod je napušten.

## Literatura
- Tubb, Rita. „2012 Worldwide Pipeline Construction” (PDF). www.api.org/. Oildom Publishing Company of Texas. Архивирано из оригинала (PDF) 4. 3. 2016. г. Приступљено 6. 9. 2016.
- Pipeline Knowledge & Development (2011). „History of Gas and Oil Pipelines” (PDF). Архивирано из оригинала (PDF) 15. 02. 2019. г. Приступљено 14. 12. 2019., US historical summary
- „Carbon footprints of various sources of heat – CHPDH comes out lowest”. Claverton Group. Приступљено 2011-09-25.
- Levihn, Fabian (2017). „CHP and heat pumps to balance renewable power production: Lessons from the district heating network in Stockholm”. Energy. 137: 670—678. doi:10.1016/j.energy.2017.01.118.
- Haas, Arlene (12. 4. 2018). „The Overlooked Benefits of District Energy Systems”. Burnham Nationwide (на језику: енглески). Приступљено 2019-09-28.
- „District Heating”. Drawdown (на језику: енглески). 2017-02-07. Архивирано из оригинала 02. 05. 2019. г. Приступљено 2019-09-28.
- Mazhar, Abdul Rehman;  . (2018). „a state of art review on district heating systems”. Renewable and Sustainable Energy Reviews. 96: 420—439. S2CID 116827557. doi:10.1016/j.rser.2018.08.005.
- „Powering Innovation | MIT 2016”. mit2016.mit.edu. Приступљено 2023-02-26.
- „Energy Efficiency | MIT Sustainability”. sustainability.mit.edu. Приступљено 2023-02-26.
- Lund, Henrik;  . (2014). „4th Generation District Heating (4GDH): Integrating smart thermal grids into future sustainable energy systems”. Energy. 68: 1—11. doi:10.1016/j.energy.2014.02.089.
- „Energy from Beneath the Rocks”. The Geology of Portsdown Hill. 2006-12-18. Архивирано из оригинала 2006-12-18. г. Приступљено 2022-07-30.
- Yang, Xiaochen;  . (2016). „Energy, economy and exergy evaluations of the solutions for supplying domestic hot water from low-temperature district heating in Denmark” (PDF). Energy Conversion and Management. 122: 142—152. S2CID 54185636. doi:10.1016/j.enconman.2016.05.057..
- David, Andrei;  . (2018). „Heat Roadmap Europe: Large-Scale Electric Heat Pumps in District Heating Systems”. Energies. 10 (4): 578. doi:10.3390/en10040578 .
- Sayegh, M. A.;  . (2018). „Heat pump placement, connection and operational modes in European district heating”. Energy and Buildings. 166: 122—144. doi:10.1016/j.enbuild.2018.02.006.
- S.Buffa;  . (2019). „5th generation district heating and cooling systems: A review of existing cases in Europe”. Renewable and Sustainable Energy Reviews. 104: 504—522. doi:10.1016/j.rser.2018.12.059 .
- „New, Composite Polymeric/Metallic Materials And Designs For Hydrogen Pipelines” (PDF). Архивирано из оригинала (PDF) 2008-10-08. г. Приступљено 2008-08-29.
- „Lifetime Simulation Composite & Multilayer Pipelines”. Архивирано из оригинала 2012-02-07. г. Приступљено 2009-11-02.
- „Hydrogen Pipelines Working Group Workshop - Proceedings” (PDF). USA Dept of Energy. DoE. Приступљено 20. 1. 2022.
- „2004 EU pipelines” (PDF). Архивирано из оригинала (PDF) 2006-11-24. г. Приступљено 2008-01-26.

## Spoljašnje veze
- Pipeline news and industry magazine
- Pipeline Politics in Asia: The Intersection of Demand, Energy Markets, and Supply Routes, by Mikkal E. Herberg et al. (National Bureau of Asian Research, 2010)
- The Dolphin Project: The Development of a Gulf Gas Initiative, by Justin Dargin, Oxford Institute for Energy Studies Jan 2008 Working Paper NG #22
- UK - Linewatch - a joint awareness initiative between 14 oil and gas pipeline operators
- "Submarine Gas Pipe Line Taps Undersea Wealth"  November 1951 article about first undersea gas pipeline constructed in the US and the problems encountered
- "The Marvels Of Underground Oil Railroads" Popular Science April 1937
- Construction and delivery of compressor stations for a gas pipeline in the Soviet Union by AEG (company video from the 1970s with subtitles)
- Gas Pipeline Safety: Guidance and More Information Needed before Using Risk-Based Reassessment Intervals: Report to Congressional Committees Government Accountability Office